# Glyptopeltis
Glyptopeltis är ett släkte av kackerlackor. Glyptopeltis ingår i familjen jättekackerlackor.
Kladogram enligt Catalogue of Life:
| Glyptopeltis | \| \| Glyptopeltis couloniana \| \| \| \| \| \| Glyptopeltis purpurea \| \| \| \| |
|              | \| \| Glyptopeltis couloniana \| \| \| \| \| \| Glyptopeltis purpurea \| \| \| \| |
|              | Glyptopeltis couloniana                                                           |
|              |                                                                                   |
|              | Glyptopeltis purpurea                                                             |
|              |                                                                                   |